# 2017 Wesson
A 2017 Wesson (ideiglenes jelöléssel A903 SC) a Naprendszer kisbolygóövében található aszteroida. Max Wolf fedezte fel 1903. szeptember 20-án.